# شهرستان تالغار
شهرستان تالغار (به قزاقی: Талғар ауданы، تالعار اۋدانى) یک شهرستان در قزاقستان است که در استان آلماتی واقع شده‌است.

## خصوصیات
شهرستان تالغار ۳٬۷۰۰ کیلومترمربع مساحت و ۱۸۴٬۸۳۴ نفر جمعیت دارد.